# District de Carmarthen
Pour les articles homonymes, voir Carmarthen (homonymie).
Le district de Carmarthen (district of Carmarthen en anglais) est une ancienne zone de gouvernement local de deuxième niveau du pays de Galles.
Créé au 1er avril 1974 au sein du comté du Dyfed par le Local Government Act 1972, il est aboli le 31 mars 1996 en vertu du Local Government (Wales) Act 1994. Avec les boroughs de Dinefwr et Llanelli, son territoire est constitutif du comté du Carmarthenshire institué à partir du 1er avril 1996.

## Géographie
Le territoire du district relève du comté administratif du Carmarthenshire. Au 1er avril 1974, il constitue, avec les districts du Ceredigion, de Dinefwr, de Llanelli, de Preseli et du South Pembrokeshire, le comté du Dyfed, zone de gouvernement local de premier niveau créée par le Local Government Act 1972,.
Alors que le district admet 50 324 habitants au recensement de 1981, 52 861 résidents sont comptabilisés lors du recensement de 1991. La superficie du territoire du district est évaluée à 291 192 acres en 1978,,.

## Toponymie
Simplement défini par un ensemble de territoires par le Local Government Act 1972, le district prend le nom officiel de Carmarthen en vertu du Districts in Wales (Names) Order 1973, un décret en Conseil du 8 janvier 1973 pris par le secrétaire d’État pour le Pays de Galles,.
Ainsi, le district tient son appellation de la ville de Carmarthen, chef-lieu du Carmarthenshire.

## Histoire
Le district de Carmarthen est érigé au 1er avril 1974 à partir des territoires suivants, :
- le borough municipal de Carmarthen ;
- le district urbain de Newcastle Emlyn ;
- le district rural de Carmarthen ;
- et le district rural de Newcastle Emelyn.

Le district est aboli au 31 mars 1996 par le Local Government (Wales) Act 1994, son territoire relevant désormais du comté du Carmarthenshire au sens de la loi.